# Magda Dygat
Magda Dygat, właśc. Magdalena Dygat-Dudzińska (ur. 1945 w Krakowie) – polska pisarka.

## Życiorys
Magda Dygat jest córką pisarza Stanisława Dygata i aktorki Władysławy Nawrockiej. W drugiej połowie lat 60. została żoną plastyka Andrzeja Dudzińskiego. W 1977 wyemigrowali do Stanów Zjednoczonych, po kilkudziesięciu latach zamieszkali na stałe w Warszawie. Jako pisarka Magda Dygat debiutowała w 2001 wspomnieniami Rozstania, poświęconymi m.in. jej ojcu i macosze Kalinie Jędrusik.
Autorka felietonów na portalu Koduj24.pl.
Była członkinią komitetu poparcia Bronisława Komorowskiego przed wyborami prezydenckimi w 2010 i w 2015.

## Twórczość
- Biedna pani Morris, Wyd. Literackie, Kraków 2003
- Kupić dym, sprzedać mgłę, Wyd. Literackie, Kraków 2007
- Mały alfabet Magdy i Andrzeja Dudzińskich (wspólnie z Andrzejem Dudzińskim), Wyd. Literackie, Kraków 2009
- Rozstania, Wyd. Literackie, Kraków 2001[1]